# Olistostroma

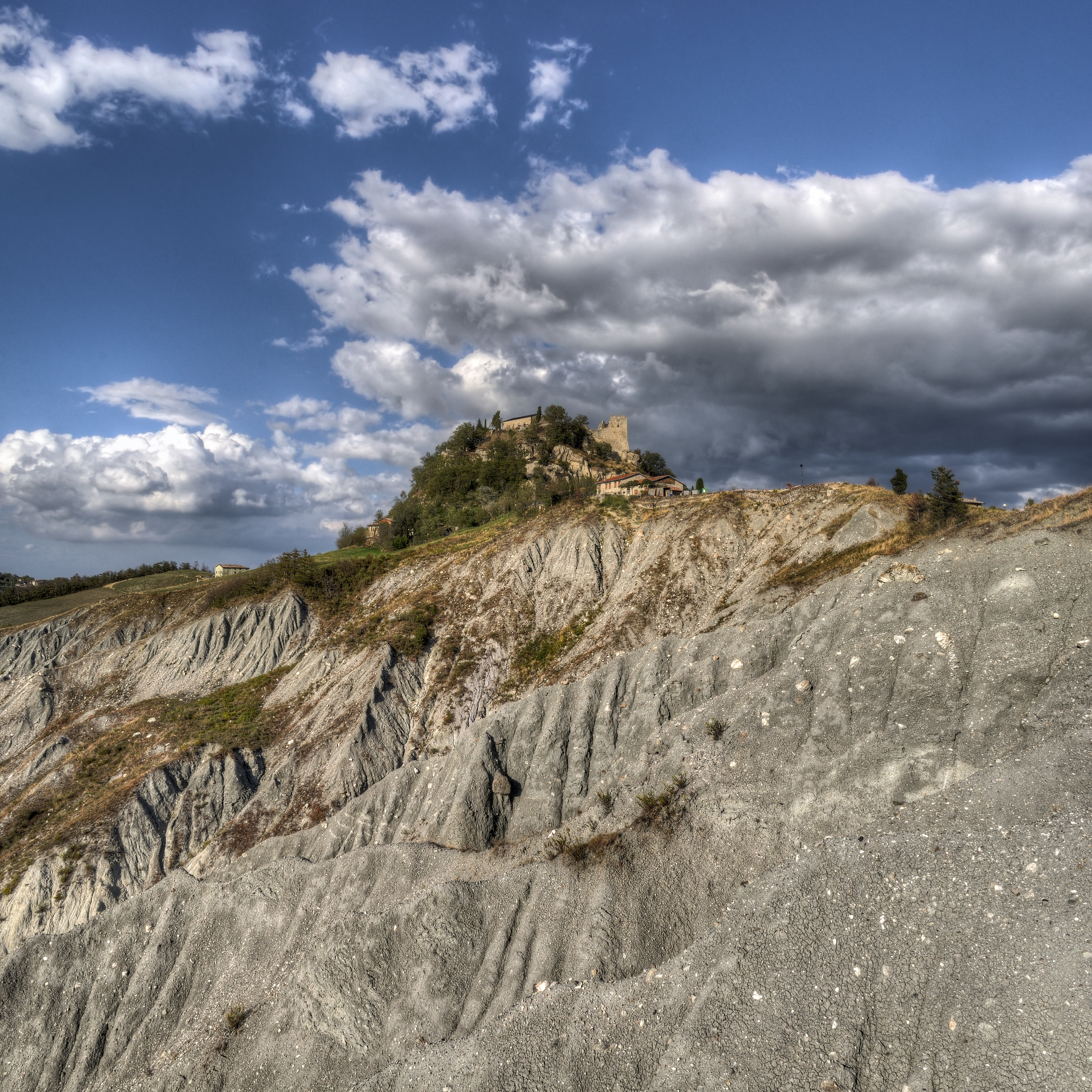
Mélange de olistostroma del Mioceno en Castello di Canossa, Italia.

Un olistostroma es un tipo de depósito sedimentario compuesto de una masa caótica de material heterogéneo, como bloques y lodo, que se acumula como un cuerpo semifluido por la gravedad submarina deslizando o asentándose en los sedimentos no consolidados. Es una unidad estratigráfica mapeable que carece de un verdadero lecho, pero está intercalada entre las secuencias de capa normales, como en la cuenca cenozoica del centro de Sicilia. El término olistostroma se deriva del griego olistomai (deslizar) y stroma (acumulación), indicando que corresponde a una acumulación de materiales deslizados.

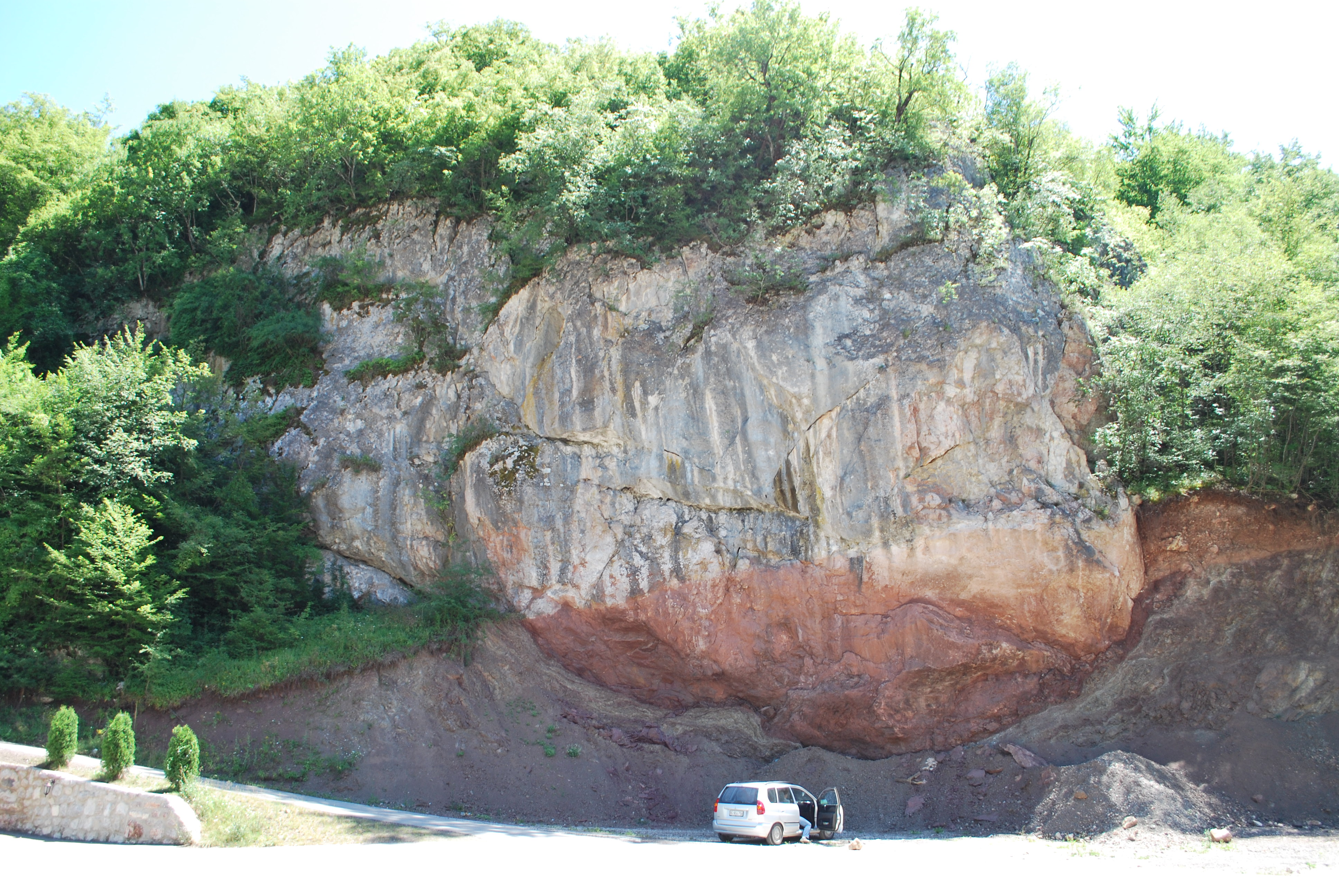
Olistolito en Serbia.

Los grandes bloques rocosos incluidos en un olistostroma, o producidos por un deslizamiento aislado, se conocen como olistolitos.

## Origen y características
El término fue acuñado e introducido en la literatura científica a mediados de los años 1950 por geólogos italianos para indicar depósitos particulares encontrados dentro de las secuencias sedimentarias de los Apeninos, definiendo como olistostromas aquellos depósitos sedimentarios que están presentes dentro de secuencias geológicas normales compuestas de rocas sedimentarias, que son lo suficientemente continuas para ser cartografiadas y que se caracterizan por estar constituidas por material petrológica o litológicamente heterogéneo, más o menos íntimamente mezclado, y que parecen haberse depositado y acumulado como cuerpos semifluidos. Estos no muestran signos de estratificación normal, con la excepción de cualquier gran bloque de material estratificado previamente incluido.